# Marc-Antoine Mathieu

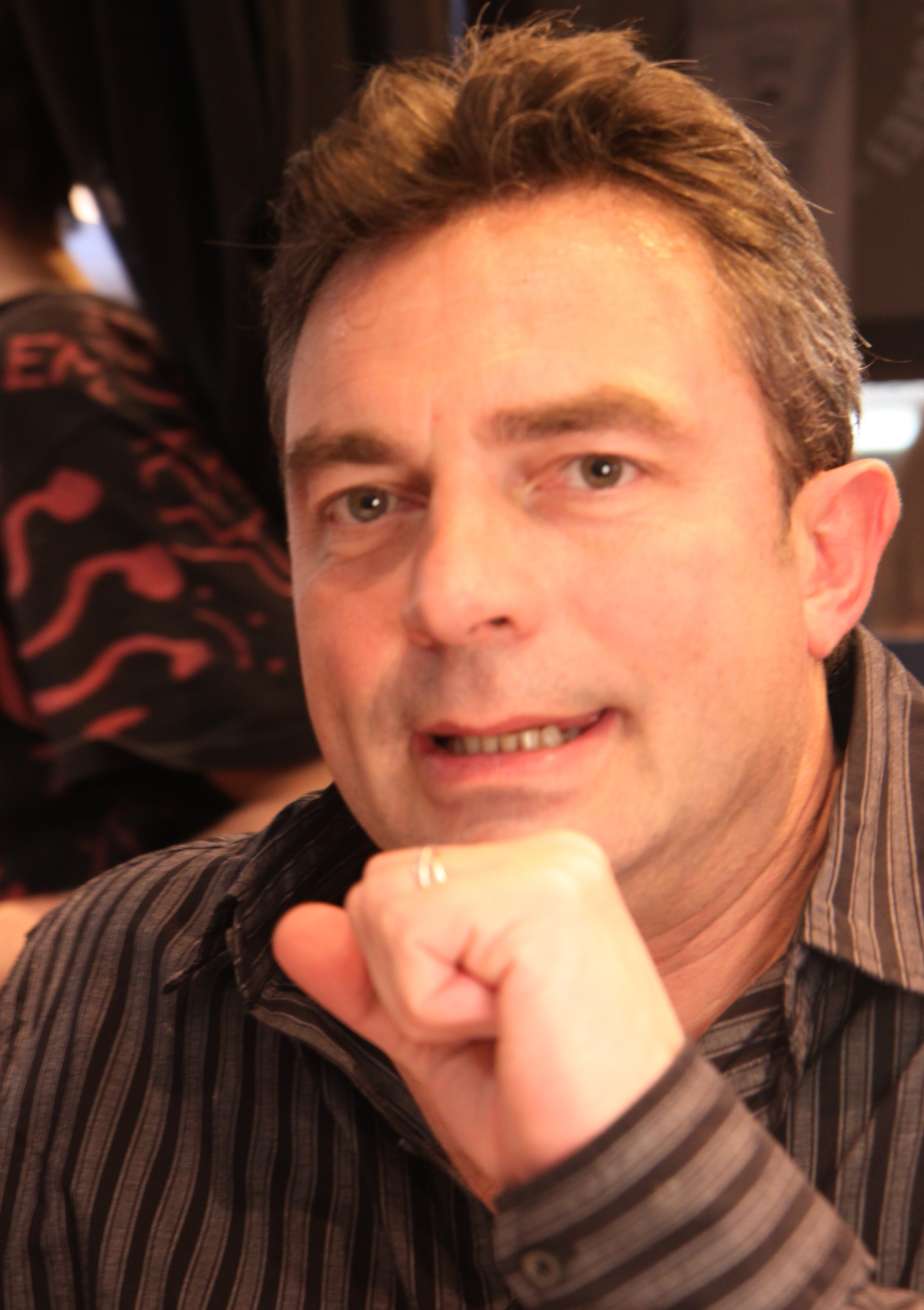
Marc-Antoine Mathieu (2010)

Marc-Antoine Mathieu (* 1959 in Antony, Frankreich) ist ein französischer Comiczeichner.

## Werdegang
Marc-Antoine Mathieu wuchs in Angers auf. Er studierte an der École supérieure des beaux-arts d’Angers. Sein erstes Album Paris-Mâcon entstand als Gemeinschaftsarbeit mit seinem Bruder Jean-Luc und erschien 1987 im französischen Verlag Futuropolis.
1989 begann Mathieu mit der Arbeit an seiner bislang sechsteiligen Geschichte um den Angestellten im Ministerium für Humor, Julius Corentin Acquefacques. Der Nachname ist ein klangliches Rückwärtspalindrom von Kafka und die Bände zeichnen sich auch durch kafkaesken Stil aus. Der erste Teil der Reihe, L’Origine (deutsch Der Ursprung), wurde 1990 vom französischen Verlag Delcourt herausgegeben und international mit verschiedenen Preisen ausgezeichnet.
Daneben schuf Marc-Antoine Mathieu einige Einzelbände und konzentrierte sich auf seine Arbeit bei der Grafikagentur Lucie-Lom, die sich auf Ausstellungsdesign spezialisiert hat. So entstand beispielsweise die große Moebius/Giraud-Retrospektive beim Festival International de la Bande Dessinée d’Angoulême im Jahr 2000 unter seiner kreativen Leitung, 2017 die Retrospektive Will Eisner, Un Génie de la bande Dessinée Américaine. Mathieu war in Angoulême 1991 für sein erstes Album L’origine und im Jahr 1999 mit dem Prix de l’École supérieure de l’image ausgezeichnet worden.
Im Jahr 2017 stellte das Museum für Angewandte Kunst in Frankfurt 50 seiner Originalzeichnungen aus.

## Ausstellungen
- 2017: Kartografie der Träume. Die Kunst des Marc-Antoine Mathieu. Kurator und Szenograf: David Beikirch. Museum für Angewandte Kunst (Frankfurt am Main).[4]

## Werke

### Debüt
- Lamou ou le Zanskar oublié. 1985 in Zusammenarbeit mit Janine und Gilbert Leroy
- Paris-Mâcon. 1985 zusammen mit seinem Bruder Jean-Luc Mathieu

### ReiheJulius Corentin Acquefacques, Gefangener der Träume
- Der Ursprung (L'Origine). 1990 (deutsch 1992 bei Carlsen, 1999 bei Reprodukt, ISBN 3-931377-28-8)
- Die vier F… (La Qu…). 1991 (deutsch 1993 bei Carlsen, 2003 bei Reprodukt, ISBN 3-931377-35-0)
- Der Wirbel (Le Processus). 1993 (deutsch 1994 bei Carlsen, 2008 bei Reprodukt, ISBN 3-938511-44-3)
- Der Anfang vom Ende (Le Début de la Fin - La Fin du Début). 1995 (deutsch 1995 bei Carlsen, 2013 bei Reprodukt, ISBN 978-3-943143-32-4)
- Die 2,333. Dimension (La 2,333e Dimension). 2004 (deutsch 2004 bei Reprodukt, ISBN 3-931377-90-3)
- Die Verschiebung (Le Décalage). 2013 (deutsch 2015 bei Reprodukt, ISBN 978-3-95640-020-9)
- Der Hypertraum (L'Hyperrêve). 2020 (Franz. Ausgabe ISBN 978-2-41301-858-2)

### Sonstige Werke
- Die Mutation (La Mutation). 1995 (deutsch 2000 bei Reprodukt, ISBN 3-931377-40-7)
- (Le Cœur des Ombres). 1998
- Tote Erinnerung (Mémoire Morte). 2000 (deutsch 2000 bei Reprodukt, ISBN 3-931377-34-2)
- Die Zeichnung (Le Dessin). 2001 (deutsch 2003 bei Reprodukt, ISBN 3-931377-82-2)
- (Le Peintre Touo-Lan suivi de Hank). 2004
- (l'ascension … et autres récits). 2005
- (Les sous-sols du revolu). 2006
- Gott höchstselbst (Dieu en personne). 2009 (deutsch 2010 bei Reprodukt, ISBN 978-3-941099-59-3)
- 3 Sekunden (3") 2011 (deutsch 2012 bei Reprodukt, ISBN 978-3-943143-06-5)
- Richtung (Sens) 2014 (deutsch 2015 bei Reprodukt, ISBN 978-3-95640-021-6)
- OTTO 2016 (deutsch 2017 bei Reprodukt, ISBN 978-3-95640-131-2)
- Deep Me 2022 (deutsch 2023 bei Reprodukt, ISBN 978-3-95640-378-1)